# アリオ松本
- セブン&アイ・ホールディングス
  - イトーヨーカ堂 > アリオ > アリオ松本
  - セブン&アイ・クリエイトリンク > アリオ > アリオ松本

アリオ松本（アリオまつもと）はかつて長野県松本市深志に存在していたショッピングセンター。アルピコ交通が所有する松電バスターミナルビルに入居していた。

## 概要
アリオとしては13店舗目、長野県内では2店舗目となる店舗だった。
1978年4月20日にイトーヨーカドー松本店として開業したのが始まりである。イトーヨーカドー南松本店が開店するのに合わせ、1996年に「エスパ」業態へと転換した。
2011年12月16日にアリオ松本としてリニューアル。リニューアル当時はイトーヨーカドーと専門店27店の構成であり、西武百貨店やロフト、アカチャンホンポ、Comme ca ism等が入居した。
しかし、業績不振の為、2017年秋をめどにアリオ松本を閉店する方針が同年2月28日に報じられ、同年7月下旬に2017年9月10日をもって閉店することが正式発表された。「アリオ」業態が閉店するのは初の事例となる。
2017年1月には西武百貨店が全面撤退、同時期にComme ca ism、スタジオマリオ、八天堂、こすげ亭なども相次いで閉店し、イトーヨーカドーの直営売場の拡大をしたものの、空き店舗が目立つ状態になっていた。また、同年9月21日に開業するイオンモール松本の影響も報じられている。
予定通り2017年9月10日をもって通算39年間の歴史に幕を下ろしたが、7階レストラン街は営業を継続する他、入居テナントのうちロフトやアカチャンホンポは同年10月6日に市内のイトーヨーカドー南松本店に移転する。
閉店後は、同ビルを所有するアルピコ交通がテナント誘致と開業後の運営を商業施設コンサルティングのやまきに委託し、2018年2月15日に観光商業施設アルピコプラザとして再オープンした。